# Ons Land
Ons Land was een Belgisch katholiek tijdschrift.

## Historiek
De eerste editie - met op de cover een afbeelding van koning Albert - verscheen op 13 februari 1919 en werd uitgegeven door uitgever J. Felix, gevestigd in de Albert de Latourstraat 20 te Brussel. Ons Land droeg als ondertitel In woord en beeld. 
Later werd het tijdschrift uitgegeven door uitgeverij Orbis. In 1973 fuseerde het weekblad met Panorama van de Tijdschriften Uitgevers Maatschappij (TUM), waarna nog een tijdlang Ons Land als ondertitel werd behouden. Onder het hoofdredacteurschap van Karel Anthierens viel de ondertitel weg.